# Loreleia
Loreleia is een geslacht van schimmels. Het geslacht is nog niet met zekerheid in een familie ingedeeld (Incertae sedis). De typesoort is Loreleia postii.

## Soorten
Volgens Index Fungorum telt het geslacht drie soorten (peildatum januari 2024):
| Soortnaam                                  | Auteur                                                     | Publicatiejaar |
| ------------------------------------------ | ---------------------------------------------------------- | -------------- |
| Loreleia marchantiae (Levermostrechtertje) | (Singer & Clémençon) Redhead, Moncalvo, Vilgalys & Lutzoni | 2002           |
| Loreleia postii (Oranjerood trechtertje)   | (Fr.) Redhead, Moncalvo, Vilgalys & Lutzoni                | 2002           |
| Loreleia roseopallida                      | (Contu) Redhead, Moncalvo, Vilgalys & Lutzoni              | 2002           |